# Йодобензол
Йодобензол — органічна речовина, яку застосовують у синтезі.

## Фізичні властивості
- Точка кипіння — 188 °C
- Точка плавлення — 29 °C
- Температура спалаху — 74 °C
- Показник заломлення — 1.618-1.62

Змішується зі спиртом, хлороформом

## Отримання
Спочатку змішують концентровану хлоридну кислоту, анілін та лід. Коли температура опуститься до 5 °C, додається поступово розчин нітриту натрію. Долі розчин перемішується ще 10 хвилин, після чого додається розчин йодиду калію і суміш залишають стояти на ніч. Далі суміш розділяється на два шари, більшість водного шару видаляють з суміші, до залишку додають натрій гідроксид, після чого суміш дистилюють з водяним паром. Остання третина змішується з водним шаром іншого дистиляту, туди додається сульфатнак кислота, і це знову дистилюється, отримується ще йодобензен і потім це змішують з іншим йодобензеном. Отриманий продукт висушують за допомогою хлориду кальцію, і дистилюють під вакуумом. Вихід = 74-76 %.

## Умови зберігання
Тримати далеко від джерел тепла, іскр і полум'я. Зберігати далеко від джерел займання. Зберігати в щільно закритому контейнері. Зберігати в прохолодному, сухому, добре провітрюваному приміщенні, далеко від несумісних речовин. Зберігати в захищеному від світла місці.